# Serwiusz (gramatyk)
Serwiusz, łac. Maurus Servius Honoratus (IV/V w. n.e.) – gramatyk rzymski ze schyłku starożytności. 
Poza jego mianem oraz przybliżonym okresem działalności nic o nim nie wiadomo. Przypuszcza się, że był nauczycielem literatury i poganinem – w jego pismach brak śladów istnienia chrześcijaństwa, co jest zjawiskiem dość typowym dla pogańskich pisarzy V wieku.
Był autorem pism gramatycznych poświęconych przede wszystkim poezji.
- De centum metris – kompendium metrów iloczasowych używanych w poezji rzymskiej
- De metris Horatianis – omówienie metrów Horacego.
- De finalibus – omówienie końcówek deklinacji i koniugacji łacińskiej
- Commentarius in artem Donati – komentarz do Ars maior Donata.

Najbardziej jednak znany jest z imponująco obszernego komentarza do poezji Wergiliusza w trzech częściach:
- In Vergilii Bucolicon libros – komentarz do Eklog (czyli Bukolik)
- In Vergilii Georgicon libros – komentarz do Georgik
- In Vergilii Aeneidos libros – komentarz do Eneidy

Komentarze te uderzają swą szczegółowością (niektóre fragmenty omówiono wers po wersie), wzbogacone wieloma dygresjami (niekiedy bardzo odległymi). Dzięki temu dzieło Serwiusza jest nieocenionym zasobem wiedzy o literaturze i kulturze starożytnej oraz bogatym źródłem cytatów z zaginionych utworów poezji rzymskiej.